# 蒙羅/諾伊曼效應
蒙羅/諾伊曼效應，是一種炸藥爆炸相關的現象。在薄形的類圓錐狀金屬（凹形的研缽狀或圓錐狀空洞）內襯爆炸的炸藥，爆炸時的能量會集中到類圓錐狀的中心軸，金屬內襯會沿著中心軸的方向化作高速的金屬噴流的現象，在金屬噴流方向上的目標物會被擊出深孔。此現象就稱為蒙羅/諾伊曼效應。
成形裝藥、高爆反坦克彈等，皆為此二種現象的混合應用。

## 蒙羅效應
蒙羅效應（英語：Munroe effect）為美國的科學家查理斯·E·蒙羅於1885年所發現，在炸藥引爆後方的圓錐體的頂點，其相對側產生極為強大的穿透力的現象。此現象有時也被稱為聚能效應（Shaped Charge effect）。
炸藥在後方引爆，其衝擊波由後方推進到達圓錐體頂點的過程中，於圓錐體的空心處沿中心軸交互作用，最後向前方噴發出來。
一般情況下，炸藥爆炸時的衝擊波會以球形向周圍擴散，對特定目標僅有一部分能夠有效命中，但若利用蒙羅效應就能將能量集中起來運用。
影響蒙羅效應的因素有以下幾項。
- d = 雷管的直徑
- l = 雷管的長度（4d 以上為理想值）
- s = 爆發時離目標的最佳距離（噴流需要有一定程度的距離才能完全成形，但若離目標物太遠，噴流長度雖會增加，其密度反而會降低，因此1d～3d是理想值）。
- α = 圓錐體頂點的角度。30度～45度為理想值。

## 諾伊曼效應
諾伊曼效應（英語：Neumann effect）由德國科學家埃貢·諾伊曼（Egon Neumann）於1910年所發現，在蒙羅的圓錐體內部的頂點放上一層金屬板（與頂部相同的類圓錐體金屬），會產生比蒙羅效應更強的穿透力的現象。
爆轟於金屬內部進行時，其所產生的超高壓會令金屬超過雨果彈性極限，從而賦予固體金屬如液體般的可流動性，同時也擁有近似液體的性質。這時，被稱為熔融體的金屬塊會以超音速向前方飛射而出。
一般而言，高溫高壓會被誤認為是金屬蒸發後的金屬蒸氣。但其實際上既不是金屬蒸氣也不是金屬瓦斯一類的氣體，而是超音速（超過5000m/s）擁有可塑性的固體金屬，被稱為金屬噴流。
形成金屬噴流的炸藥要在爆炸時於金屬內部以音速傳播其衝擊波到金屬內襯，金属中的音速為3000 m/s ～ 4000 m/s。
穿透力的深度P 可經下列公式算出。
{\displaystyle P=L\left({\frac {p_{j}}{p}}\right)^{\frac {1}{2}}}
- L = 噴流長度 (cm)
- pj = 噴流的密度 (g/cm3)
  - 噴流的金属在冷卻時的密度、蒸氣密度、其內襯金属的密度等。
- p = 目標密度 (g/cm3)

## 金屬內襯
鋪置於類圓錐狀金屬內部的金屬材質就稱為金屬內襯，依據材質不同，穿透力也有所不同。
但總體而言，密度越高的物質其穿透力也越高。在軍事產品上，廉價的量產品是使用以拉伸壓力機加工過的銅板，高性能的飛彈一般使用鉭合金。
實驗條件
炸藥：RDX
直徑：20mm
長度：80mm
金屬內襯厚度：1mm
和目標物距離：40mm
靜止狀態
| 金屬                     | 密度 | 穿透的深度 | 穿孔的直徑 |
| ------------------------ | ---- | ---------- | ---------- |
| 鉭合金                   | 15.8 | 72mm       | 12mm       |
| 銅合金                   | 8.5  | 58mm       | 14mm       |
| 拉伸壓力機加工後的板金鐵 | 7.7  | 55mm       | 15mm       |
| 鋅                       | 7.2  | 51mm       | 17mm       |
| 鋁                       | 2.7  | 29mm       | 23mm       |
| 鎂                       | 1.7  | 23mm       | 25mm       |
| 玻璃                     | 2.2  | 22mm       | 26mm       |
| 沒有金屬內襯             | 0    | 20mm       | 28mm       |

## 名稱
蒙羅效應與諾伊曼效應在實際運用上經常被混合使用，但不稱蒙羅/諾伊曼效應。
原因為查理斯·E·蒙羅才是發現者，雖然埃貢·諾伊曼進一步發現改良的方法，不過在混合使用的情況下，多半僅稱為蒙羅效應。